# Sanniquellie
Sanniquellie è una città della Liberia, capoluogo della contea di Nimba.